# Усилвател
 Тази статия е за усилвател в електрониката.  За други значения вижте Усилвател (пояснение).  
Електронният усилвател е електрическа схема с активни електронни елементи. При него входният сигнал (електрическо напрежение или електрически ток), поражда усилен многократно изходен сигнал със същата форма, защото вградените в него електронни елементи увеличават амплитудата на напрежението, тока или мощността на изхода на усилвателя.
Съществуват различни видове електронни усилватели, използвани в радиото и телевизията, звуковите системи и други електронни устройства. Усилвателите съдържат активни електронни компоненти като вакуумна електронна лампа, транзистори или интегрална схема.

## Класификация
Електронните усилватели могат да се класифицират според:

### Използвания активен усилващ елемент
- Лампови усилватели.
- Транзисторни усилватели.
- Усилватели изпълнени на интегрални схеми.

### Функциите, изпълнявани от електрическата схема
- Усилватели по напрежение.
- Усилватели по ток
- Усилватели на мощност.

### Входния сигнал
- Постояннотокови усилватели (те могат да усилват и променливотокови сигнали).
- Променливотокови усилватели.
- Усилватели за импулсни сигнали.
- Усилватели на аналогови сигнали.

### Основната схема на свързване
За ламповите и транзисторните усилватели са разработени следните основни схеми на свързване:
- Усилватели с общ катод и съответно с общ емитер.
- Усилвател с обща решетка или съответно с обща база.
- Усилвател с общ анод или съответно с общ колектор.

### Положението на работната точка на усилвателя
От избора на схемната реализация на един усилвател и работната точка от волт-амперната му характеристика зависи как се обработва входният сигнал и се различават следните видове усилватели:
- Усилватели клас А – работната точка се намира в линейната част на характеристиката, което означава, че нелинейните изкривявания са малки, но и КПД също е малък. Затова се използва само в първите стъпала на усилвателя, там където нивото на сигналите е ниско, при по-големи входни сигнали има опасност от ограничаване на изходния сигнал и до поява на големи нелинейни изкривявания.
- Усилватели клас АВ – работната точка се намира между клас А и клас В така, че се избягва закривената част на характеристиката, с което се избягват камбановидните изкривявания. Нелинейните изкривявания са по-големи от клас А и по-малки от клас В. КПД също е голямо, но по-малко от клас В.

- Усилватели клас В – работната точка се намира в началото на характеристиката, следователно изкривяванията са големи. Ъгълът на отсечка е Θ=90°. Характерно за класа е наличието на четни хармоници, поради което се използва при двутактовите усилвателни стъпала, като те се компенсират. Средният КПД за режим клас В е голям.

- Усилватели клас С – Режимът клас С се характеризира с това, че ъгълът на отсечка е Θ<90°. Токовият импулс е много богат на хармонични съставки, които предизвикват големи нелинейни изкривявания. За да се отделят тези хармоници, в изходната верига на усилвателния елемент се включва трептящ кръг, настроен на основната честота, поради което нейните хармоници затихват в достатъчна степен. Тези предпоставки предопределят приложението на режим клас С в резонансните усилватели. КПД на този клас е значително по-голям в сравнение с този при останалите режими.
- Усилватели клас ВС – Представлява аналогово-импулсен режим с комутиране на захранващото напрежение, който се използва в двутактни схеми с 4 усилващи транзистора. За слаби сигнали работи едната двойка транзистори в клас В с понижено захранващо напрежение. При силни сигнали се включва втората двойка транзистори в клас С който са захранени с номиналната стойност на захранващото напрежение. КПД е по-висок от този при режим клас В.
- Усилватели клас D – Този клас е от групата на високоефективните усилватели на мощност с КПД η≈1. При усилване на непрекъснати сигнали е необходимо преобразуването им в импулси. Усилвателният елемент е поставен да работи в ключов режим и усилва импулсите. В този режим отделяната топлинна мощност от усилвателния елемент е минимална. След усилването е нужно сигналът да се демодулира, за да се възстанови непрекъснатата му форма.

| Параметър\Режим клас | A                              | AB                    | B                               | C                                | BC                              | D                     |
| -------------------- | ------------------------------ | --------------------- | ------------------------------- | -------------------------------- | ------------------------------- | --------------------- |
| Θ                    | Без отсечка на тока            | 90° < Θ < 180°        | 90°                             | < 90°                            | -                               | -                     |
| η, %                 | 50                             | 50 < η < 80           | 80                              | > 80                             | > 85                            | ~100                  |
| Приложение           | Еднотактни апериодични стъпала | Усилватели на мощност | Двутактни усилватели на мощност | Резонансни усилватели на мощност | Двутактни усилватели на мощност | Усилватели на мощност |

### Работния честотен обхват
- Нискочестотен усилвател (НЧУ).
- Високочестотен усилвател (ВЧУ).
- Междиночестотен усилвател (МЧУ).
- Свръхвисокочестотен усилвател (СВЧУ).
- Усилватели в микровълновия честотен обхват.

### Усилваната честотна лента
- Теснолентови – усилват дадена честота или тесен честотен обхват от честоти.
- Широколентови – равномерно усилват широк обхват от честоти
- Избирателни – чрез настройка усилват една честота или тесен обхват от честоти.
- Неизбирателни – честотния обхват се определя от нерегулируеми стойности на елементите.

### Конфигурацията на усилвателната схема и функциите на електронното устройство
- DC усилвател (direct coupled) – усилвател с непосредствена връзка.
- DC усилвател (direct current) – постояннотоков усилвател.
- Диференциален усилвател.
- Операционен усилвател.

Тази класификация не може да определя еднозначно един усилвател. Обикновено всеки усилвател може да се причисли към повече от една от тези квалификационни групи. Например междиночестотният усилвател спада към групата на избирателните усилватели, усилващи променливотокови сигнали и може да се реализира с всички видове активни електронни елементи.

## Инвертиращ усилвател
Инвертиращият усилвател е елемент от аналоговата схемотехника. Има възможност за усилване по ток, напрежение и мощност. В зависимост от това къде се използва инвертиращият усилвател, той може да усилва постоянен и променлив ток.
Най-честите включвания на инвертиращ и неинвертиращ усилвател биват следните:
1. Включване на инвертиращ усилвател в неивертираща верига с входящо променливо напрежение.
2. Включване на инвертиращ усилвател в неивертираща верига с входящо постоянно напрежение.
3. Включване на неинвертиращ усилвател в инвертираща верига с входящо променливо напрежение.
4. Включване на неинвертиращ усилвател в инвертираща верига с входящо постоянно напрежение.
5. Включване на инвертиращ усилвател в неивертираща верига с входящ променлив ток.
6. Включване на инвертиращ усилвател в неивертираща верига с входящ постоянен ток.
7. Включване на неинвертиращ усилвател в инвертираща верига с входящ променлив ток.
8. Включване на неинвертиращ усилвател в инвертираща верига с входящ постоянен ток.

Най-често инвертиращите и неинвертиращите усилватели се използват в схеми на усилватели.

## Обратни връзки в усилвателите
При усилвателите много често се прилагат отрицателни обратни връзки (ООВ), при която върнатият сигнал е обратен по фаза на входния.
Коефициентът на обратна връзка е по-малък или равен на единица. Когато върнатият сигнал UF съвпада по фаза с напрежението на сигнала от източника, ОВ е положителна (ПОВ). При ПОВ резултантният входен сигнал нараства и започва процес на генерация. В зависимост от това, какви елементи съдържа веригата за обратна връзка, те биват честотно независими и честотно зависими. Първите са изградени само от съпротивления, а вторите съдържат и реактивни елементи.
Прилагането на ОВ в усилвателите оказва силно влияние върху техните параметри – коефициент на усилване, нелинейни изкривявания, честотна характеристика и др.
- ООВ намалява коефициента на хармониците kh. Формата на изходния сигнал се изменя в резултат на възникващите висши хармоници, но въведената ООВ компенсира част от тях, тъй като те постъпват с обратна фаза на входа на усилвателя.
- ООВ подобрява честотната характеристика на усилвателя. Чрез подбор на честотно зависимите елементи във веригата на обратната връзка може да се внесе желано изменение на характеристиките и да се намалят честотните изкривявания.

Намаляването на усилването при ООВ се компенсира чрез повишаване на входния сигнал или чрез увеличаване броя на усилвателните стъпала.

## Технически параметри
- Амплитудночестотна характеристика отразява усилването на усилвателя в целия му работен диапазон. Качествените нискочестотни усилватели трябва да имат равномерна амплитудночестотна характеристика в честотна лента от 20 Hz до 20 000 Hz. При усилватели с непосредствена връзка амплитудно честотната характеристика е значително по-широка от усилване по постоянен ток и е от няколко Hz до 100 kHz и повече.
- Коефициент на усилване по напрежение. Това е отношението на изходното напрежение към това на входа на усилвателя за една честота или за целия честотен диапазон.
- Коефициент на усилване по мощност. Това е отношението между изходната спрямо входната мощност на усилвателя G(dB)=10 log(Pout /(Pin)). В случая трябва да се измерят входното и изходното напрежение и входния импеданс и товарното съпротивление на усилвателя.
- Пропускана мощност в определена честотна лента. Този параметър е важен, защото амплитудночестотната характеристика може да е равномерна до 100 kHz, но изходната мощност върху нормален товар да е равномерна в диапазон например до 20 kHz.
- Чувствителност на усилвателя към промени на товара. Важен параметър за усилвателите по мощност. Един усилвател има максимална изходна мощност, когато неговия изходен импеданс е равен на товарното му съпротивление.
- Нелинейни изкривявания. След усилването на входния сигнал може да формата му да се видоизмени. Това се дължи на нелинейните характеристики на усилвателните елементи. Определят се с помощта на синусоидален сигнал, като се следи формата на изходния сигнал с формата на входния сигнал. След усилването се появяват хармонични съставки. Нелинейните изкривявания се оценяват с коефициент на нелинейни изкривявания – k.

k=SQRT(U22+U32+...)/U1
, където
U1 e амплитудата на първия хармоник,
U2 e амплитудата на втория хармоник...
- Честотни изкривявания на правоъгълни сигнали. За такива изкривявания се анализира влиянието на хармоничните върху фронтовете и формата на амплитудата на изходния сигнал.
- Фонов шум на усилвателя. За определяне фоновия шум на усилвателя се измерва изходното напрежение при липса на входен сигнал, а регулиращият потенциометър е поставен в положение максимум. Колкото е по-малко изходното напрежение, толкова усилвателят е по-качествен. Има разработени специални електронни схеми за потискане на фоновия шум при липса на сигнал.
- Амплитудна характеристика Тя показва зависимостта на изходното от входното напрежение.
- Динамичен обхват Той се определя от отношението на максималното ниво на входа (при условие че коефициента на нелинейни изкривявания не превишава зададена стойност), към нивото което е необходимо сигнала да се различава добре от шумовете.
- КПД